# Ioduro d'ammonio
Lo ioduro d'ammonio è il sale d'ammonio dell'acido iodidrico, di formula {\displaystyle {\ce {NH4I}}}.
A temperatura ambiente si presenta come un solido bianco inodore. È usato in prodotti chimici fotografici e alcuni farmaci. Può essere preparato dall'azione dell'acido iodidrico sull'ammoniaca. È facilmente solubile in acqua, da cui cristallizza a cubetti ed è anche solubile in etanolo. Diventa gradualmente giallo quando esposto all'aria umida, a causa della sua decomposizione con liberazione di iodio.

## Preparazione
Lo ioduro di ammonio può essere prodotto in laboratorio facendo reagire ammoniaca o idrossido di ammonio con acido iodidrico o gas di ioduro di idrogeno:
{\displaystyle {\ce {NH3\,+HI\to NH4I}}}
{\displaystyle {\ce {NH4OH\,+HI\to NH4I\,+H2O}}}
Viene anche ricavato dalla decomposizione del nitruro di iodio ammoniato (un composto esplosivo).